# 踊る!大警察24時
『踊る!大警察24時』（おどる! だいけいさつ24じ）は、フジテレビ系列で
2004年から2013年まで不定期に放送されたドキュメンタリー番組（いわゆる「警察24時」もの）である。

## 放送内容
犯人逮捕へ執念を燃やす日本の名物刑事、壮絶なカーチェイス、犯人逮捕の瞬間、捜査の裏側など、犯罪捜査の最前線を取材する警察密着ドキュメント番組である。2005年~07年までは年に1回放送　それ以外は年に2回放送されている

## 番組タイトル・番組内容
- 2004年05月25日　カスペ！・実録！踊る大捜査線 凶悪犯もビビる！これが日本の名刑事だ

- 2004年11月30日　カスペ！・実録！踊る大捜査線2・凶悪犯もビビる!!これが日本の名刑事だ！

- 2005年12月06日　踊る！大警察24時 ～汗と涙の新人刑事物語～

・逮捕の瞬間１００連発！薬物犯ｖｓパトカー２０台壮絶５０キロカーチェイス
・実録みなとみらいを封鎖せよ！暁の包囲網
・感動の初逮捕！２８歳新米女性刑事が外国人強盗犯を追跡＆格闘
- 2006年10月11日　踊る！大警察24時 熱血刑事はつらいよ…逮捕の瞬間100連発！

・青島刑事目指す新人が強盗犯と格闘＆車激突逮捕劇
・美人女性刑事コンビが覆面パトカーで暴走バイク大追跡
・謎の証拠解読でひき逃げ犯逮捕
・人情交番
- 2007年10月12日　踊る！大警察24時 逮捕の瞬間100連発

- 2008年01月11日　踊る！大警察24時 逮捕の瞬間100連発犯罪捜査最前線SP

・“初日の出暴走”壊滅大作戦
・悪質盗撮犯を壮絶逮捕の瞬間
・航空隊ヘリが大追跡…盗難車両が激突大破
・女性白バイ軍団摘発最前線
・ベテラン刑事が連続空き巣逮捕
・飲酒検問
- 2008年10月10日　踊る！大警察24時2008 湾岸署密着SP

・逮捕の瞬間１００連発これが湾岸署刑事課だ
・レインボーブリッジに珍客登場
・イケメン新人刑事が８００キロ犯人を大追跡
・美人刑事が女性の敵を執念の逮捕
・ロープつるされ男の仰天結末
・薬物犯逮捕
- 2009年03月20日　踊る！大警察24時 誘拐犯を大追跡SP逮捕の瞬間100連発

・逮捕の瞬間１００連発パトカー50台緊急出動深夜の80キロ大追跡…誘拐犯壮絶逮捕＆救出現場
・女性刑事が現金受け渡し現場で大奮闘
・偽造ナンバー見抜くプロ
・逃亡重要手配犯を格闘逮捕
・飲酒検問
- 2009年10月11日　踊る！大警察24時

・若き熱血刑事が覚せい剤・大麻摘発壮絶逮捕の瞬間
・名物カミソリ刑事VSワナ仕掛けた連続窃盗団
・暴走大集団を深夜の追跡包囲網
・防犯ビデオ解析で執念の逮捕劇
- 2010年05月11日　カスペ!・踊る！大警察24時 逮捕の瞬間100連発

・パトカーに激突逃走!深夜の追跡４０キロ…凶悪犯を壮絶逮捕
・外国人密売組織ガサ入れ…捜査員突入の衝撃現場
・証拠ゼロ難事件…悪質ひき逃げ犯を追え
・美人班長
- 2010年10月26日　カスペ!・踊る！大警察24時 凶悪犯逮捕の瞬間SP

・パトカーに激突逃走…フロントガラス大破で凶悪犯逮捕の衝撃現場
・湾岸署vs密売人夫婦組織壊滅へ攻防10カ月22人壮絶逮捕の瞬間
・2代目イケメン刑事がお手柄手配犯を逮捕
・窃盗団を深夜の大追跡
- 2011年05月10日　カスペ!・踊る!大警察24時 熱き刑事たちの戦い

・大震災に立ち向かった宮城県警
・悪質窃盗犯摘発の瞬間
・警察署が津波で水没の衝撃映像刑事と妻が奇跡の再会
・殉職警察官への思い
・壮絶カーチェイスで容疑者逮捕
- 2011年12月29日　踊る！大警察24時 衝撃犯罪大捜査SP

・嫌がらせハガキ投函10年間2000通の脅迫犯
・白昼堂々の大胆手口外国人窃盗団を現行犯
・卑劣！被災地を襲うATM破壊の現金強盗
- 2012年04月24日　カスペ!・踊る!大警察24時 熱血刑事が炎の大捜査

・深夜のカーチェイスで悪質ドライバーを追跡ガラス大破で逮捕の瞬間
・偽装結婚カップル摘発
・24件連続わいせつ犯を執念の捜査
・テレビ初公開…機動隊地獄の訓練
- 2012年11月13日　カスペ！踊る！大警察24時 熱血刑事が大捜査SP

・殺人事件発生!3県横断緊急包囲網
・帰ってきたリーゼント刑事VS女性宅狙う侵入男
・全身変装連続コンビニ強盗に執念の手錠
・暴走車を追え!深夜のカーチェイス
- 2013年05月07日　カスペ!・踊る!大警察24時 激撮!逮捕の瞬間SP

・覚せい剤男が駅構内で絶叫大暴れ!格闘逮捕の一部始終
・真夜中のカーチェイス!暴走車が激突大破の瞬間
・死亡ひき逃げ犯に執念の手錠
・家電連続窃盗男の大胆手口
- 2013年09月17日　カスペ!・踊る大警察24時　第20弾 見た!衝撃の瞬間SP

・カーチェイスの果て…暴走車激突大破の瞬間
・一瞬で薬物犯見抜く!マッスル警官の眼力
・ミステリー…完全密室から現金が消えた
・女性刑事コンビわいせつ犯と対決

## スタッフ
2013年5月7日放送分
- 構成：張眞英、平和紘
- ナレーション：屋良有作
- 編集：田村義景
- 音響効果：星川秀一、齋藤宏之
- MA：深沢一友
- CG：齋藤功
- 撮影：高安融彦
- 技術協力：共同テレビ、第一音響、ヴイ・ビジョンスタジオ、Sky&Road、br@in
- 編成：松本祐紀（フジテレビ）
- 広報：為永佐知男（フジテレビ）
- 制作協力：SJK
- 監修：山田秀雄・安富潔（2人共山田・尾崎法律事務所）
- TK：上野和美
- 制作デスク：浅野真紀
- AD：織田勇気、福田貴大、佐藤俊介
- ディレクター：柴田基和
- チーフディレクター：近田聡
- プロデューサー：井上寿也（フジテレビ）、小泉恵一（SJK）
- 制作：フジテレビ情報制作センター
- 制作著作：フジテレビ

### 過去のスタッフ
- 編集：瀬戸口靖治
- CG：北岡誠（フジアール）、佐藤康夫（フジテレビ）
- 技術協力：ZENITH、三元色
- 編成：高盛浩和（フジテレビ、2010年5月11日）
- 制作デスク：宮本美知子
- AD
  - 2010年5月11日：坂上健吾、山口加那子
- ディレクター：東条光行、一ノ谷嘉行
- チーフディレクター：阿部慶一（SJK）
- プロデュース・演出→チーフプロデューサー：小室俊一（フジテレビ）